# Synagogue de la Fasanenstraße (1910-1938)

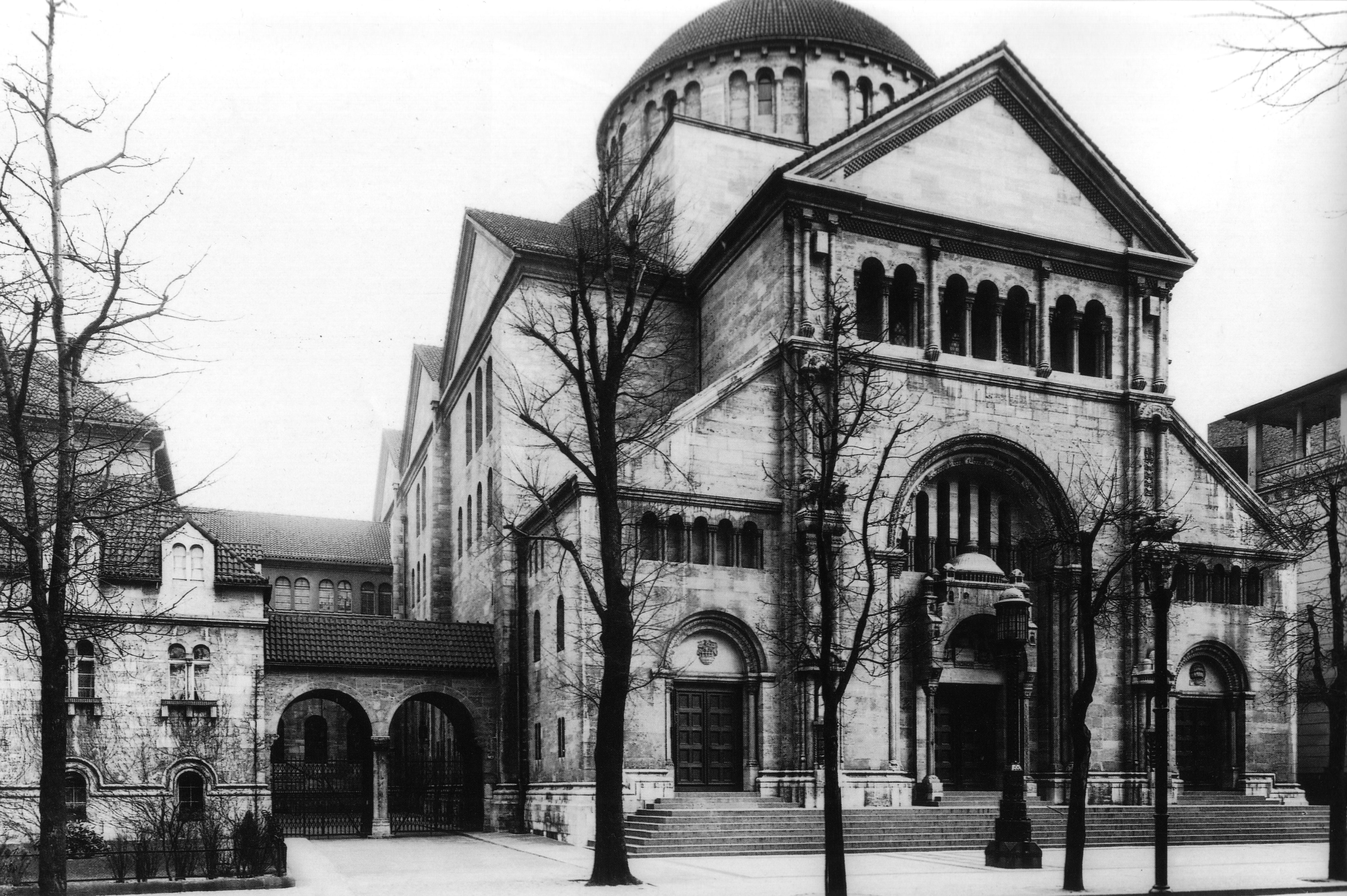
La synagogue vers 1916

La synagogue de la Fasanenstraße était l'un des principaux lieux de culte israélite de Berlin. Établie sur la Fasanenstraße, une élégante artère du centre-ville de la capitale allemande, cette imposante synagogue néo-byzantine fut saccagée et incendiée durant le pogrom de la Nuit de Cristal. 
Longtemps laissée à l'état de ruine, elle laissa la place au Centre communautaire juif (Jüdisches Gemeindehaus), un édifice moderne érigé en 1959.

## Histoire
La première pierre de la synagogue de la Fasanenstraße est posée en 1910. Dessinée par l'architecte Ehenfried Hessel, elle s'inspirait à la fois de l'architecture des grandes basiliques antiques et des églises de l'ancienne Constantinople (Église Sainte-Irène). Le large vaisseau néo-byzantin, couvert par trois imposants dômes, était bordé par des tribunes ménagées dans l'épaisseur des murs, et se prolongeait par une abside hémicylindrique percée de baies en demi-lunes.
Un baldaquin monumental en pierre servait d'écrin à l'Arche sainte (Aron Ha Kodesh), lieu où étaient conservés les rouleaux de la Torah. Au total, la synagogue avait été pensée pour accueillir 1720 fidèles. Elle fut inaugurée deux ans après le début de sa construction, en août 1912, et reçut la visite de l'empereur Guillaume II quelques mois plus tard.
Haut lieu du judaïsme libéral, la congrégation avait pour guide le rabbin Léo Baeck et pour chantre Magnus Davidsohn, un chanteur d'opéra renommé.

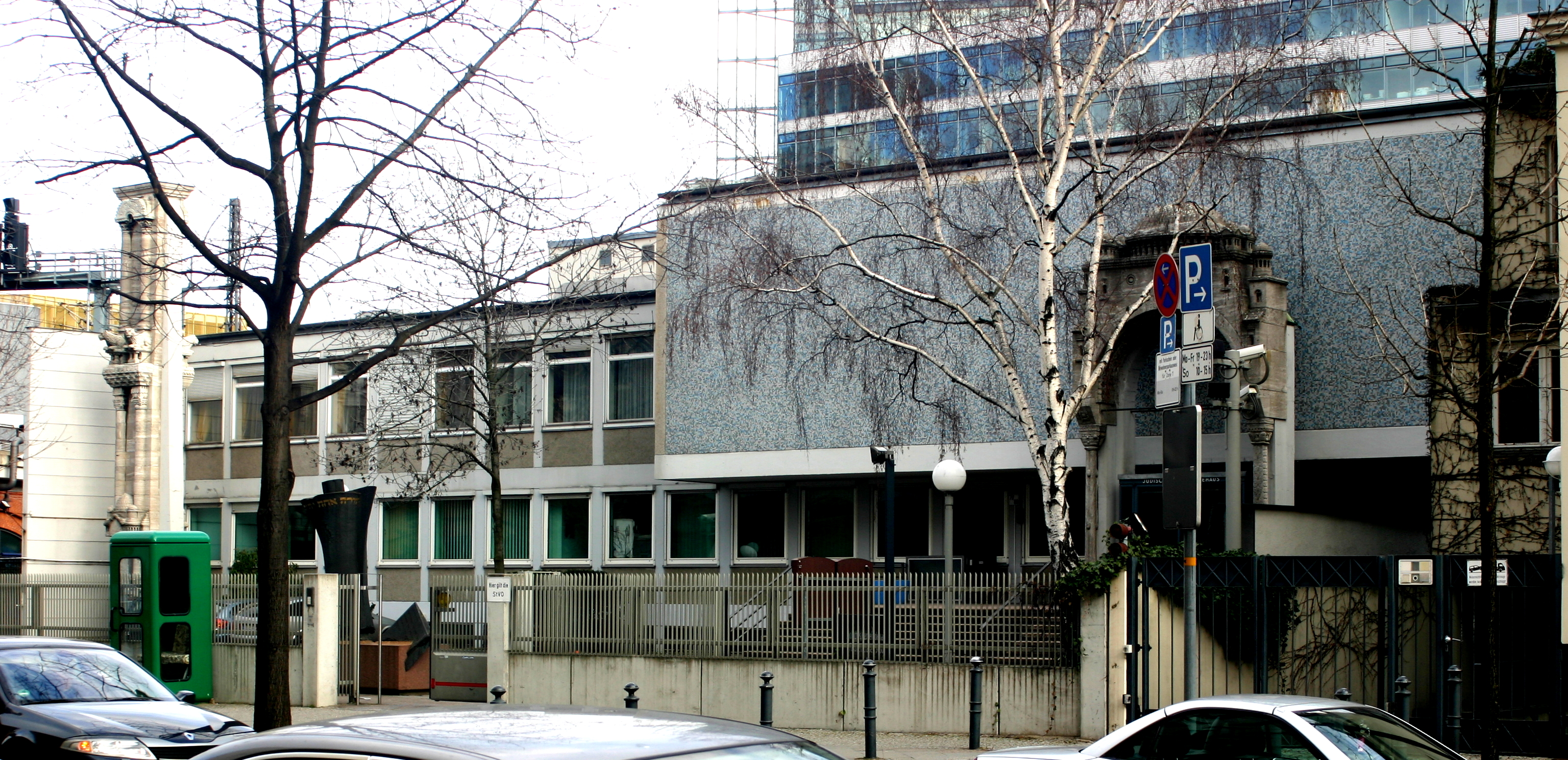
Le centre communautaire en 2008

En 1936, les nazis ordonnèrent la fermeture de la synagogue. Le 9 novembre 1938, durant le pogrom de la Nuit de Cristal (Kristallnacht), des membres des SA vinrent mettre le feu à l'édifice, qui, à l'instar d'autres synagogues du pays, fut entièrement ravagé par les flammes. Les pompiers ne reçurent l'ordre d'intervenir qu'au bout de plusieurs heures, afin que l'incendie ne se propage pas aux immeubles voisins. Les ruines demeurèrent en l'état jusqu'en 1943, année durant laquelle un raid allié contribua à accentuer les destructions.
Longtemps laissées à l'abandon, les ruines de la synagogue furent finalement démolies en 1958 afin de laisser la place à un centre communautaire juif. Dessiné par les architectes Dieter Knoblauch et Heinz Heise, ce bâtiment moderne intègre cependant quelques éléments de l'ancienne synagogue. 
Réunissant en un même lieu une salle de prière, une école, un restaurant kasher et des bureaux, le centre accueille sur son parvis une sculpture rappelant le destin tragique de la communauté juive. Réalisée en 1987 par le sculpteur Richard Hess, elle représente un rouleau de la Torah brisé.